# Ogulnia egregia
Ogulnia egregia là một loài tò vò trong họ Ichneumonidae.